# Laon
Laon [lɑ̃] Franciaország egyik városa, Hauts-de-France régióban (korábban Pikárdia régióban). Aisne megye székhelye. Egyike Franciaország kulturális és történelmi városainak.

## Fekvése
Laon az Aisne és Serre folyók közötti dombság jellegű sávon fekszik, Saint-Quentin és Reims között félúton. A városmag érdekessége, hogy egy kimagasló, sziklás hegyre épült. Az A26-os autópálya Calais-val és Reimsen keresztül Párizzsal köti össze. A várost Párizzsal és Saint-Quentinnel személyvonatok (TER) kötik össze.

## Története
A város legkorábban a újkőkorszakban vált rövid időre lakottá, ám később egészen a vaskorig nem találtak leleteket.
Julius Caesar idejében már egy kisebb gall település állt a mai város hegyes részén. A rómaiak erődítménnyel látták el a települést, amely így átvészelhette a frankok, a burgundok, a vandálok és a hunok invázióját.
497-ben a laoni születésű Szent Remigius lett Reims püspöke, aki létrehozta a Reimstől független laoni püspökséget, ezzel megindítva a várost a fejlődés útján. Laon így a Frank Birodalom egyik meghatározó településévé vált. Kopasz Károly nagy mennyiségű ajándékkal látta el a templomát, biztosítva a város és a püspökség lojalitását. A Frank Birodalom felbomlásával a település Lotaringia része lett, azonban az elkövetkező időkben többször harcoltak a város hovatartozása miatt.
A kora középkori település a püspöki palota köré épült, a mai felsőváros északi részén. Ezen a területen, illetve a várostól délnyugatra, főleg a 9. századtól egyre több templom készült. 648-ban egy kolostor is nyílt a várostól valamelyest délre, a falakon kívül. A város jelentős növekedése azonban csak a 11. század végén indult meg.
1112-ben – több más franciaországi városhoz hasonlóan – Laonban is megindultak a harcok a várost bénító, erős püspöki hatalom ellen. A harcok sokáig elhúzódtak, és egyben teret biztosítottak a püspök és a király közötti összecsapásra is. Végül 1128-ban sikerült megállapodni egy, a városnak kisebb autonómiát biztosító kartában.
A 13. században az önkormányzattal rendelkező Laon teljesen újjáépült és kibővült. A régi város (Cité) új erődítést kapott, tőle keletre kiépült a Bourg, és a déli Szent Márton kolostor körül is kialakult egy fallal védett városrész. De lakottá vált a két fallal övezett település közötti terület is, valamint a hegy aljában is megjelentek a környező települések. A város jelentősége tovább nőtt, miután 1237-ben bíróság alakult itt.
A város virágkora 1331-ig tartott, amikor is VI. Fülöp eltörölve a városi önkormányzatot egy királyi elöljárót nevezett ki Laon élére. Az elkövetkező időszakokban a település fejlődése folyamatos, de jóval lassabb, mint korábban. A százéves háború során a burgundiaiak elfoglalták, és az angolok kezére juttatták, majd VII. Károly foglalta vissza. 1551-ben bírósági központ vált belőle, ám ezt a jogát 1594-ben, amikor a Katolikus Liga pártján álló város kapitulált IV. Henrik előtt, elvesztette.
Az 1789-es francia forradalom során a laoni püspökséget felszámolták. A város tizenkét templomából tízet földig romboltak vagy átalakítottak más célra. A város a 19. században is erősen középkori hangulatot mutatott, amelyet csak nehezen lehetett elérni fekvéséből adódóan. Az 1850-es években kiépült a városba vezető közút és a vezetékes ivóvíz kérdését, valamint a szennyvízelvezetést is megoldották. Közben a város erődítését is növelték, és egy kaszárnyát is kialakítottak. 1870-ben azonban, a német csapatok érkezésekor felrobbantották a lőszerraktárt. A detonáció nagyrészt elpusztította az erődrendszert és a püspöki palotában is komoly károkat okozott.
Az első világháborúban hosszú ideig a fronton feküdt, így komoly károkat szenvedett. Hadi szerepe azonban nem volt jelentős. Az 1970-es években indult meg a város teljes renoválása, amely során visszaalakították középkori hangulatát. 1991-ben, Franciaországban először itt építettek egy függővasút vonalat.

## Nevezetességei

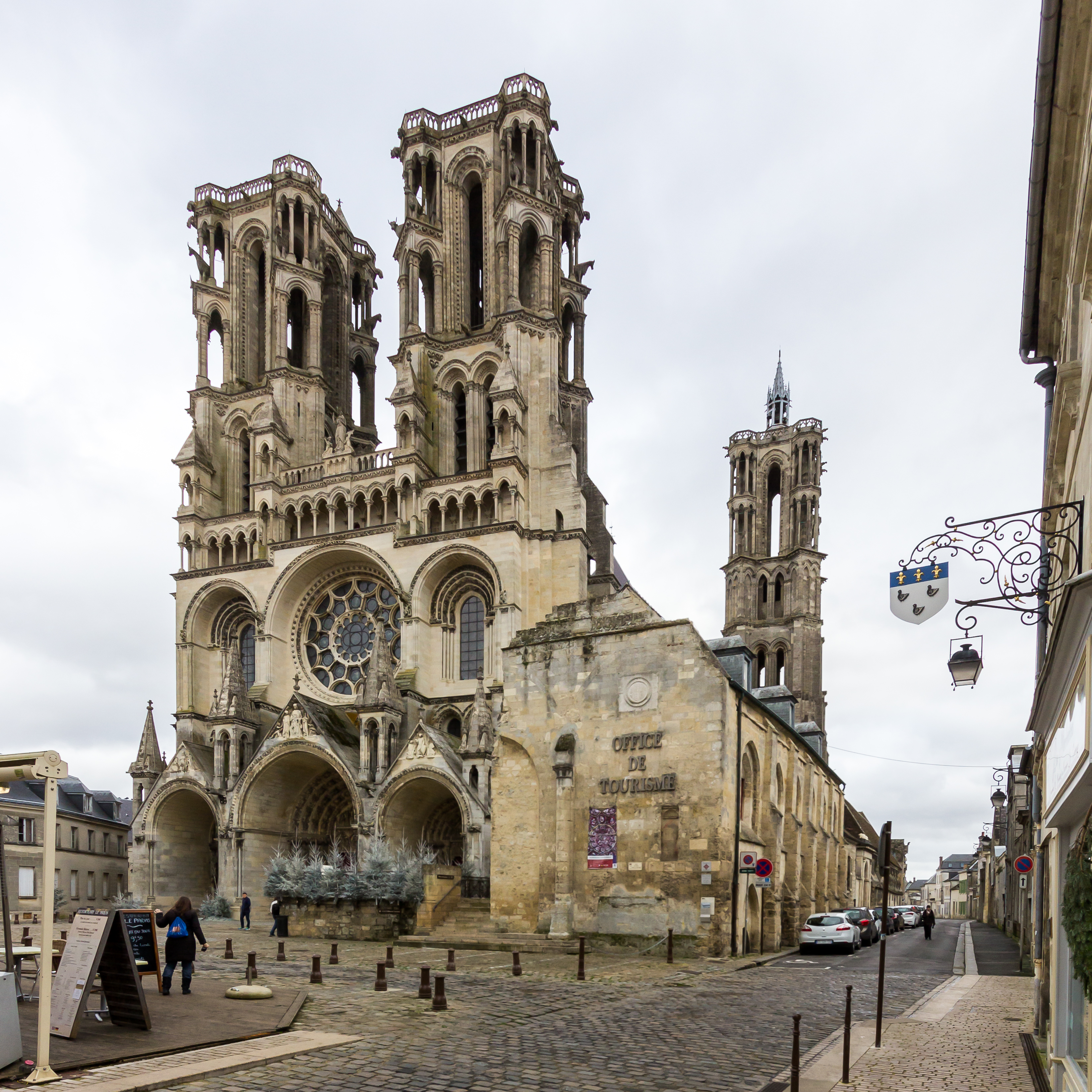
A katedrális

- Notre-Dame székesegyház (gótikus, 4 toronnyal)
  - Része: 5. századi sírkő
- Szent Márton templom
- Templomos rend temploma
- Régészeti Múzeum
- Városi Könyvtár

## Testvérvárosok
- Soltau, Németország
- Winchester (Nagy-Britannia)